# Eira barbara
Il tayra o taira (Eira barbara), noto anche come tolomuco o perico ligero in America Centrale, è un animale onnivoro della famiglia dei Mustelidi. È l'unica specie del genere Eira.

## Descrizione

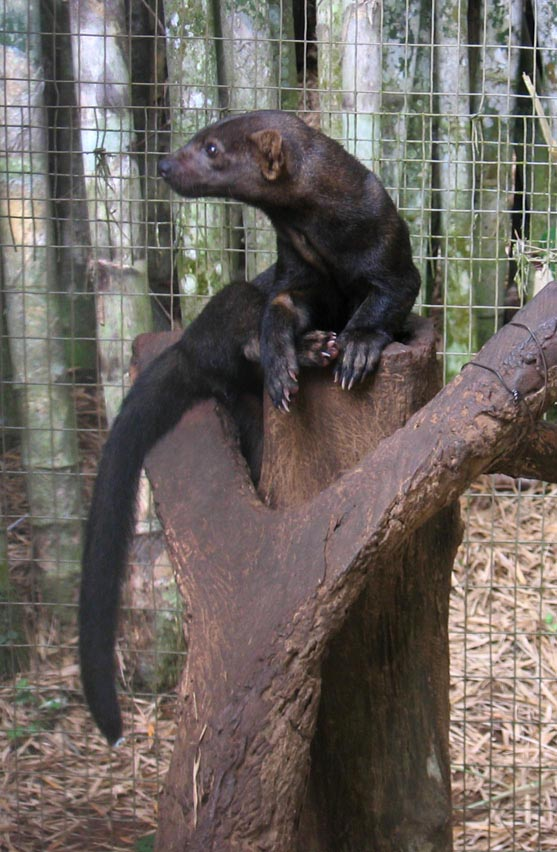
Un tayra allo Zoo e Giardini Botanici di Summit, a Panamá

I tayra hanno un aspetto simile alle donnole e alle martore, raggiungendo una lunghezza di circa 60 cm, senza includere una coda di 45 cm. La maggior parte dei tayra hanno una pelliccia bruno scura o nera, con una macchia più chiara sul petto. Sulla testa la pelliccia varia da bruna a grigia a seconda dell'età. I tayra crescono fino a 5 chilogrammi. Diversamente dagli altri Mustelidae, non ha la diapausa embrionale, altrimenti nota come impianto ritardato (in altri mustelidi questa strategia riproduttiva permette di ritardare lo sviluppo embrionale, e quindi il parto, fino a quando i fattori ambientali non sono favorevoli). La femmina dà alla luce da 2 a 4 piccoli inetti ricoperti di manto nero.

## Distribuzione e habitat
I tayra vivono nelle foreste tropicali dell'America Centrale, del Sudamerica e dell'isola di Trinidad. 

## Biologia
Si nutrono soprattutto di frutti, ma anche di carogne, di piccoli mammiferi e di uccelli. Vivono nei tronchi cavi, in tane nel terreno o in nidi di erba alta. Sia di giorno che di notte si spostano sia da soli che in gruppo. I tayra sono esperti arrampicatori e possono saltare da una cima all'altra se inseguiti. Possono anche correre velocemente e nuotare molto bene. I tayra possono nutrirsi della maggior parte dei cibi disponibili, cacciando roditori e invertebrati e arrampicandosi sugli alberi per rubare uova e miele. Sono attratti dalla frutta e possono perfino saccheggiare i frutteti.

## Rapporti con l'uomo
I tayra sono giocherelloni e facilmente addomesticabili. I popoli indigeni, che spesso si riferiscono al tayra come al «cabeza del viejo», o testa del vecchio, a causa della sua pelle facciale raggrinzita, li allevano come animali domestici per tenere sotto controllo gli animali nocivi. 

## Conservazione
Le popolazioni di tayra selvatici stanno leggermente diminuendo, soprattutto in Messico, a causa della distruzione dell'habitat a scopi agricoli. Nonostante la specie nella sua integrità venga considerata come una specie a rischio minimo, la sottospecie più settentrionale, Eira barbara senex, viene classificata come vulnerabile dalla IUCN.

## Sottospecie
- Eira barbara barbara (Argentina settentrionale, Paraguay, Bolivia occidentale e Brasile centrale)
- Eira barbara biologiae (Costa Rica centrale e Panamá)
- Eira barbara inserta (dal Guatemala meridionale alla Costa Rica centrale)
- Eira barbara madeirensis (Ecuador occidentale e Brasile settentrionale)
- Eira barbara peruana (Ande del Perù e della Bolivia)
- Eira barbara poliocephala (Guyana, Venezuela orientale e Brasile)
- Eira barbara senex (dal Messico centrale fino all'Honduras settentrionale)
- Eira barbara senilis (Ecuador settentrionale)
- Eira barbara sinuensis (Colombia e Venezuela occidentale)